# Rypticus
Rypticus es un género de peces de la familia Serranidae.Fue descrito por Georges Cuvier y Achille Valenciennes en 1829.

## Especies
- Rypticus bicolor (Valenciennes, 1846)
- Rypticus bistrispinus (Mitchill, 1818)
- Rypticus bornoi Beebe y Tee-Van, 1928
- Rypticus carpenteri Baldwin y Weigt, 2012
- Rypticus courtenayi McArtney, 1979
- Rypticus maculatus Holbrook, 1855
- Rypticus nigripinnis Gill, 1861
- Rypticus randalli Courtenay, 1967
- Rypticus saponaceus (Bloch y Schneider, 1801)
- Rypticus subbifrenatus Gill, 1861